# Epsilon Cygni
Epsilon Cygni (ε Cygni viết tắt là Epsilon Cyg, ε Cyg) là tên của một hệ đa sao nằm trong chòm sao Thiên Nga. Khoảng cách của nó với mặt trời là 73 năm ánh sáng. Với cấp sao biểu kiến là 2,48, ngôi sao này có thể được nhìn thấy bằng mắt thường.

## Thiên thể đồng hành
Ngôi sao này có một thiên thể đồng hành quang học là Epsillon Cygni B, giữa chúng thì không có liên kết vật lí và thêm một thiên thể đồng hành khác Epsillon Cygni C nằm ở một phân tách góc 78 giây cung.

## Đặc điểm
Ngôi sao này có một quang phổ đôi. Các quan sát vận tốc xuyên tâm của ngôi sao này đã cho thấy thiên thể đồng hành của nó có chu kì quỹ đạo ít nhất là 15 năm. Các quan sát cho thấy nó là một ngôi sao khổng lồ loại K0 III. Điều này cho thấy rằng ngôi sao này đã rời khỏi dãy chính và bắt đầu giai đoạn cuối cùng trong quá trình tiến hóa của sao. Nhiệt độ hiệu dụng của quang cầu của nó là 4710 Kelvin, tạo ra màu cam. Đó là nét đặc trưng của các ngôi sao loại K. Bán kính của nó gần gấp 11 lần bán kính mặt trời và độ sáng của nó gấp 62 lần của mặt trời.
Kể từ năm của năm 1943, quang phổ của ngôi sao này đã được dùng làm mốc để phân loại các ngôi sao khác.

## Dữ liệu hiện tại
Theo như quan sát, đây là ngôi sao nằm trong chòm sao Thiên Nga và dưới đây là một số dữ liệu khác:
Xích kinh 20h 46m 12.68236s
Độ nghiêng +33° 58′ 12.9250″
Cấp sao biểu kiến 2.480
Loại quang phổ K0III-IV
Cấp sao tuyệt đối +0.78 ± 0.03
Thị sai 44.86 ± 0.12
Độ kim loại –0.27
Vận tốc xuyên tâm –12.41 km/s